# Сезон ФК «Манчестер Юнайтед» 2022—2023
Сезон 2022/2023 є 31-им сезоном Манчестер Юнайтед у Англійській Прем’єр-лізі та 48-им сезоном поспіль у вищому дивізіоні англійського футболу. Традиційно, клуб бере участь у Кубку Англії, Кубку Англійської Ліги, а також виступає у Лізі Європи УЄФА. Команду очолив новий тренер — Ерік тен Гаґ. Голландський спеціаліст добре зарекомендував себе після неодноразових успіхів на чолі амстердамського Аяксу. Юнайтед здобув перемогу у Кубку Англійської Ліги, таким чином перервавши безтрофейну серію, що тривала з кінця сезону 2016/2017, коли манкуніанці перемогли у фіналі Ліги Європи УЄФА.

## Передсезонне турне та товариські матчі
Ще наприкінці попереднього сезону стало відомо, куди саме команда відправиться готуватися до нового сезону вже разом із новим тренером. Бангкок та Мельбурн було обрано як міста, де Юнайтед провів свої перші матчі у турне, зустрівшись з Ліверпулем та місцевим клубом Мельбурн Вікторі. Тож вже 12-го липня підопічні тен Гаґа впевнено перемогли суперників з мерсисайду з рахунком 4–0, тоді коли команда Юргена Клоппа пропустила 3 голи вже у першому таймі. Так само переконливо Юнайтед виглядав й на австралійських полях, обігравши Мельбурн Вікторі та Крістал Пелас з рахунком 4–1 та 3–1 відповідно. Завершилось океанське турне у Перті, де 23-го липня відбувся заключний матч проти Астон Вілли. Матч став першим, де команда не змогла перемогти, незважаючи на перевагу у два м'ячі у першому таймі, зігравши у нічию 2–2 з бірмінгемцями. Рівно за тиждень Юнайтед поступився мадридському Атлетико, пропустивши єдиний гол від Жоана Фелікса на 86-ій хвилині матчу. Наступного дня команда зіграла свій останній підготовчий матч проти ще однієї мадридської команди, прийнявши на Олд Траффорд Райо Вальєкано. Матч закінчився з рахунком 1–1 та став першим для Кріштіану Роналду, так як той пропустив усі попередні матчі команди. 
| Товариський матч 12 липня | Манчестер Юнайтед                             | 4:0      | Ліверпуль | Бангкок, Таїланд                        |  |
|                           | Санчо 12' Фред 30' Марсіаль 33' Пельїстрі 76' | Протокол |           | Стадіон: "Раджамангала" Глядачі: 50 248 |  |
|                           |                                               |          |           |                                         |  |

| Товариський матч 15 липня | Мельбурн Вікторі | 1:4      | Манчестер Юнайтед                                            | Мельбурн, Австралія                  |  |
|                           | Ікономідіс 5'    | Протокол | Мактоміней 43' Марсіаль 45+1' Рашфорд 78' Лупанку 90' (авт.) | Стадіон: "Ярра Парк" Глядачі: 74 157 |  |
|                           |                  |          |                                                              |                                      |  |

| Товариський матч 19 липня | Крістал Пелас | 1:3      | Манчестер Юнайтед                  | Мельбурн, Австралія                  |  |
|                           | Ворд 74'      | Протокол | Марсіаль 17' Рашфорд 48' Санчо 59' | Стадіон: "Ярра Парк" Глядачі: 76 499 |  |
|                           |               |          |                                    |                                      |  |

| Товариський матч 23 липня | Манчестер Юнайтед        | 2:2      | Астон Вілла             | Перт, Австралія                          |  |
|                           | Санчо 25' Кеш 42' (авт.) | Протокол | Бейлі 48' Чемберс 90+2' | Стадіон: "Оптус Стадіум" Глядачі: 58 228 |  |
|                           |                          |          |                         |                                          |  |

| Товариський матч 30 липня | Манчестер Юнайтед | 0:1      | Атлетико Мадрид | Осло, Норвегія                     |  |
|                           |                   | Протокол | Жуан Фелікс 86' | Стадіон: "Уллевол" Глядачі: 26 129 |  |
|                           |                   |          |                 |                                    |  |

| Товариський матч 31 липня | Манчестер Юнайтед | 1:1      | Райо Вальєкано     | Манчестер, Англія                       |  |
|                           | Діалло 48'        | Протокол | Гарсія Альваро 57' | Стадіон: "Олд Траффорд" Глядачі: 70 000 |  |
|                           |                   |          |                    |                                         |  |

Пізніше, незадовго до початку Чемпіонату світу у Катарі, клуб оголосив про тижневі зимові збори в Іспанії. Команда провела два матчі, де поступилася в обох, зігравши 2–4 з Кадісом, та мінімально поступившись севільському Бетісу 0–1.
| Товариський матч 7 грудня | Кадіс                                            | 4:2      | Манчестер Юнайтед             | Кадіс, Іспанія                               |  |
|                           | Гарсія-Дье 8' Лосано 14' Собріно 57' Аларкон 77' | Протокол | Марсіаль 21' (пен.) Мейну 48' | Стадіон: "Рамон де Карранса" Глядачі: 12 000 |  |
|                           |                                                  |          |                               |                                              |  |

| Товариський матч 10 грудня | Реал Бетіс | 1:0      | Манчестер Юнайтед | Севілья, Іспанія                             |  |
|                            | Фекір 49'  | Протокол |                   | Стадіон: "Беніто Вільямарін" Глядачі: 11 927 |  |
|                            |            |          |                   |                                              |  |

## Прем'єр Ліга
Серпень
Сезон розпочався 7 серпня з домашньої поразки від Брайтон енд Гоув Альбіон з рахунком 1–2, що стала першою в історії проти "чайок" на власному полі. Матч став дебютом для новачків команди: Лісандро Мартінеса, Крістіана Еріксена, а також для Тайрелла Маласії, який вийшов на заміну у другій половині зустрічі. Вже через 6 днів Юнайтед зазнав першої нищівної виїзної поразки у сезоні у матчі з Брентфордом, що стала першою з 1938-го року та першою в епоху Прем'єр Ліги. Ще до перерви команда пропустила 4 голи та не спромоглась відповісти на них у другому таймі, зафіксувавши рахунок незмінним – 4–0.
Манчестер Юнайтед розпочав сезон із двох поразок поспіль вперше з сезону 1992/1993, таким чином опинившись на дні турнірної таблиці. Це була 7 поспіль виїзна поразка клубу, що стало найгіршою серією з сезону 1936/1937, коли команда не могла перемогти на чужому полі протягом 10 матчів, що в результаті призвело до пониження у другий дивізіон. Ерік тен Гаґ став першим тренером Юнайтед за понад століття, який програв свої перші два матчі на чолі клубу, повторивши невдачу Джона Чемпмена 1921-го року.
Свою першу перемогу у сезоні манчестерський колектив оформив 22-го серпня у північно-західному дербі, здолавши суперників з Ліверпуля з рахунком 2–1. Спершу Джейдон Санчо відзначився на 15-й хвилині першого тайму, а пізніше, на початку другого, Маркус Рашфорд успішно реалізував вихід віч-на-віч. Ліверпульська команда, натомість, відповіла пізнім голом Мохаммеда Салаха. Останній став найкращим бомбардиром у протистоянні з Манчестер Юнайтед, забивши ювілейний 10-й гол. Ерік тен Гаґ здобув свою першу перемогу в офіційному матчі, при цьому залишивши поза стартовим складом Кріштіану Роналду та капітана команди Гаррі Магвайра, що стало першою перемогою Юнайтед над Ліверпулем з березня 2018 року.
У наступній грі манкуніанці мінімально перемогли Саутгемптон завдяки голу Бруну Фернандеша. Це була перша виїзна перемога сезону, а також друга перемога поспіль у лізі з лютого. Матч став дебютним для Каземіро, який з'явився на полі на 80-й хвилині матчу.
| 1 тур 7 серпня | Манчестер Юнайтед     | 1:2      | Брайтон енд Гоув Альбіон | Манчестер                                                |  |
|                | Макалістер 68' (авт.) | Протокол | Грос 30' 39'             | Стадіон: "Олд Траффорд" Глядачі: 73 711 Суддя: Пол Тірні |  |
|                |                       |          |                          |                                                          |  |

| 2 тур 13 серпня | Брентфорд                              | 4:0      | Манчестер Юнайтед | Брентфорд                                                             |  |
|                 | Дасілва 10' Єнсен 18' Мі 30' Мбемо 35' | Протокол |                   | Стадіон: "Брентфорд Комм'юніті" Глядачі: 17 051 Суддя: Стюарт Аттвелл |  |
|                 |                                        |          |                   |                                                                       |  |

| 3 тур 22 серпня | Манчестер Юнайтед     | 2:1      | Ліверпуль | Манчестер                                                   |  |
|                 | Санчо 16' Рашфорд 63' | Протокол | Салах 81' | Стадіон: "Олд Траффорд" Глядачі: 74 147 Суддя: Майкл Олівер |  |
|                 |                       |          |           |                                                             |  |

| 4 тур 27 серпня | Саутгемптон | 0:1      | Манчестер Юнайтед | Саутгемптон                                             |  |
|                 |             | Протокол | Фернандеш 55'     | Стадіон: "Сент-Меріс" Глядачі: 31 196 Суддя: Енді Медлі |  |
|                 |             |          |                   |                                                         |  |

Вересень
У 5-у турі команда здобула свою другу виїзну перемогу у протистоянні з Лестер Сіті. Єдиний гол у матчі забив Джейдон Санчо. Юнайтед виграв 3 матчі поспіль у лізі вперше за майже 9 місяців. Вже через три дні підопічні тен Гаґа змогли здолати лідера чемпіонату з рахунком 3–1, обігравши лондонський Арсенал. На 35-й хвилині матчу з передачі Маркуса Рашфорда відзначився бразилець Антоні, забивши гол у своєму дебютному матчі за клуб. На що каноніри відповіли голом Букайо Сака на 60-й хвилині поєдинку. Блискавична гра Маркуса Рашфорда, який оформив дубль у другому таймі, врешті-решт принесла перемогу господарям.
Матчі чемпіонату, що мали пройти з 10 по 12 вересня, були перенесені через смерть королеви Єлизавети II. Пізніше клуб оголосив, що їхня домашня гра проти Лідс Юнайтед, яка спочатку була запланована на 18 вересня, також буде відкладена через відсутність поліції напередодні похоронів королеви.
| 5 тур 1 вересня | Лестер Сіті | 0:1      | Манчестер Юнайтед | Лестер                                                    |  |
|                 |             | Протокол | Санчо 23'         | Стадіон: "Кінґ Павер" Глядачі: 32 226 Суддя: Крейг Поусон |  |
|                 |             |          |                   |                                                           |  |

| 6 тур 4 вересня | Манчестер Юнайтед          | 3:1      | Арсенал  | Манчестер                                                |  |
|                 | Антоні 35' Рашфорд 66' 75' | Протокол | Сака 60' | Стадіон: "Олд Траффорд" Глядачі: 73 431 Суддя: Пол Тірні |  |
|                 |                            |          |          |                                                          |  |

| 7 тур 11 вересня | Крістал Пелас | матч перенесено | Манчестер Юнайтед | Лондон                   |  |
|                  |               |                 |                   | Стадіон: "Селгерст Парк" |  |
|                  |               |                 |                   |                          |  |

| 8 тур 18 вересня | Манчестер Юнайтед | матч перенесено | Лідс Юнайтед | Манчестер               |  |
|                  |                   |                 |              | Стадіон: "Олд Траффорд" |  |
|                  |                   |                 |              |                         |  |

Жовтень
Листопад
Грудень
Січень
Лютий
Березень
Квітень
Травень
| № | Команда | І | В | Н | П | ГЗ | ГП | Р | О |  |
| - | ------- | - | - | - | - | -- | -- | - | - |  |
| 1 |         |   |   |   |   |    |    |   |   |  |
| 2 |         |   |   |   |   |    |    |   |   |  |
| 3 |         |   |   |   |   |    |    |   |   |  |
| 4 |         |   |   |   |   |    |    |   |   |  |
| 5 |         |   |   |   |   |    |    |   |   |  |
| 6 |         |   |   |   |   |    |    |   |   |  |

## Трансфери
Нові підписання
Гравці, які покинули клуб
Гравці, які були орендовані клубом
Гравці, які були відправлені в оренду